# Fervanite
La fervanite è un minerale.